# 特赫達山脈
36°47′20″N 3°50′57″W / 36.78889°N 3.84917°W
特赫達山脈（西班牙語：Sierra de Tejeda），是西班牙的山脈，位於格拉納達省和馬拉加省，屬於佩尼貝蒂科山脈的一部分，最高點是海拔高度2,066米的馬羅馬峰。

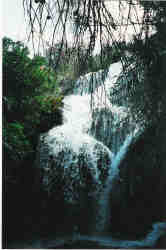